# Рапунцель: Запутанная история
«Рапунцель: Запутанная история» (англ. Tangled) — американский компьютерно-анимационный музыкальный фэнтезийный комедийно-приключенческий фильм 2010 года в формате 3D, снятый студией Walt Disney Animation Studios и выпущенный студией Walt Disney Pictures и основанный на сказке братьев Гримм «Рапунцель». Это 50-й мультфильм Disney. Режиссёрами фильма стали Нэйтан Грено и Байрон Ховард (в режиссёрском дебюте первого), продюсером — Рой Конли, сценарий написал Дэн Фогельман. Главные роли озвучивали Мэнди Мур, Закари Ливай и Донна Мёрфи. Мультфильм рассказывает историю Рапунцель, пропавшей молодой принцессы с волшебными длинными золотыми волосами, которая жаждет покинуть свою уединённую башню. Она принимает помощь разбойника, чтобы вывести её в мир, которого она никогда не видела.
Первоначально задуманный и предложенный аниматором Disney Гленом Кином в 2001 году, мультфильм провёл шесть лет в производстве по бюджету, который оценивается в 260 миллионов долларов, что делает его самым дорогим мультфильмом всех времён и одним из самых дорогих фильмов всех времён. Фильм использовал уникальный художественный стиль, смешивая компьютерную графику (CGI) и рисованную анимацию, используя нефотореалистичный рендеринг для создания впечатления от картины. Композитор Алан Менкен, который работал над предыдущими мультфильмами Disney, вернулся, чтобы написать музыку к фильму, а также написал песни фильма с поэтом Гленном Слейтером. Перед выходом фильма его оригинальное название было изменено с «Рапунцель» на «Tangled», как сообщается, чтобы продать фильм гендерно нейтрально.
Премьера мультфильма состоялась 14 ноября 2010 года в театре «Эль-Капитан» в Лос-Анджелесе и 24 ноября в широкий прокат. Фильм заработал 592 миллиона долларов, 200 миллионов долларов из которых были заработаны в США и Канаде, что сделало его восьмым кассовым фильмом 2010 года. Фильм получил положительные отзывы от критиков за его анимацию, сценарий, персонажей и музыку. Фильм был номинирован на ряд наград, включая лучшую песню к фильму на 83-й церемонии вручения премии «Оскар». 29 марта 2011 года фильм был выпущен на Blu-ray и DVD; короткометражный фильм «Рапунцель: Счастлива навсегда» был выпущен в 2012 году, а премьера мультсериала «Рапунцель: Новая история» состоялась в 2017 году. В разработке также находился ремейк к мультфильму, но апреле 2025 года из-за провала «Белоснежки» был отложен на неопределённый срок.

## Сюжет
Во времена Средневековья на землю падает волшебная солнечная капля, вследствие чего появляется волшебный цветок, способный исцелять больных и раненных. Этот цветок находит эксцентричная и хитрая старушка по имени матушка Готель, которая использует дар солнца для того, чтобы сохранять свою молодость. Для этого ей необходимо лишь исполнить волшебную песню.
Тем временем в соседнем королевстве случается беда — опасно заболевает беременная королева, и только волшебный цветок может спасти её от смерти. Цветок находят, и с его помощью королева исцеляется, а затем у неё рождается дочь — принцесса Рапунцель, волосы которой унаследовали волшебный дар солнца.
Но вскоре матушка Готель (она видела, как солдаты нашли цветок) прокрадывается в замок, желая обрести вечную молодость. Она срезает прядь волос девочки, но волосы темнеют и теряют свои свойства. Тогда старуха решила похитить малышку. С тех пор Рапунцель растет под замком, в старой башне, слушая враньё Готель о том, что мир ужасное место, и не зная, что она на самом деле принцесса. Каждый год в день рождения Рапунцель в королевстве проводится фестиваль летающих фонариков в память о потерянной принцессе. Девушка видит огни из окна в каждый свой день рождения и мечтает посмотреть на них вблизи.
За день перед своим 18-летием Рапунцель просит матушку Готель отвести её к тому месту, где запускают желанные фонарики, но женщина отказывает ей. В это время вор Флинн Райдер, спасаясь от погони гвардейцев и служебного коня Максимуса, случайно находит башню Рапунцель и забирается внутрь. Но та ударяет его сковородкой по голове и берёт в плен, понимая, что не так уж беззащитна. Спрятав сумку с короной, украденной Райдером, Рапунцель обещает вернуть ему её, если он отведёт её к фонарикам. Ему приходится согласиться, и во время путешествия с ними случается много интересных приключений:
- знакомство с разбойниками в таверне «Сладкий Утёнок»;
- спасение от погони гвардейцев и бывших сообщников Флина — братьев Граббингстон;
- встреча с Максимусом.

В результате мечта Рапунцель сбывается — она попадает на фестиваль летающих фонариков. В ходе долгого путешествия Рапунцель и Флин начинают доверять друг другу. Флин рассказывает свою историю и открывает девушке своё настоящее имя — Юджин. Между ними возникают тёплые романтические чувства.
Тем временем матушка Готель находит спрятанную корону и начинает строить планы по возвращению Рапунцель. Братья Граббингстон, желающие поквитаться с Райдером за его обман, соглашаются помочь Готель. Она находит беглецов и передаёт корону воспитаннице, пытаясь убедить её, что Юджин всего лишь хочет вновь заполучить корону, а сама Рапунцель ему безразлична.
Рапунцель отказывается верить Готель и решает вернуть корону Юджину. Тогда он решает отдать уже бесполезный для него венец братьям Граббингстон, но оказывается в ловушке: Граббингстоны устраивают всё так, чтобы Юджин отправился в тюрьму, а Рапунцель поверила в его предательство. Они хватают Рапунцель, но Готель обманывает их и «спасает» девушку. После Рапунцель ничего не остаётся, как признать полную правоту матушки насчёт окружающего мира и вернуться с ней в башню. Сам Юджин оказывается в тюрьме и приговаривается к смертной казни. Там же оказываются и братья Граббингстон, и Флин успевает узнать от них о матушке Готель. Юджина спасают Максимус и разбойники из таверны, и юноша отправляется к заброшенной башне.
В то же время Рапунцель внезапно понимает, что она и есть пропавшая принцесса. Она больше не разрешает матушке Готель пользоваться её волосами и планирует сбежать, но та удерживает Рапунцель силой. Вскоре Юджин находит башню и забирается в неё, но Готель наносит ему смертельную рану в живот. Рапунцель соглашается остаться с Готель, если та позволит вылечить Юджина силой волшебных волос. Но тот, поняв, что без волос девушка будет ей бесполезна, отрезает их, и Готель вновь становится старой, приобретая свой истинный облик. Она в ужасе: ведь она уже не станет вечно молодой! Ведьма выпадает из окна башни, умирает на лету и рассыпается в прах от удара об землю. Жизнь как бы мстит Готель за её эгоизм, лицемерие и бессердечность.
Тем временем Юджин умирает от раны, однако Рапунцель удаётся исцелить его своей волшебной слезой. Юноша оживает и отводит девушку к её настоящим родителям. Оба заживают новой жизнью и готовятся к свадьбе.

## Роли озвучивали
- Мэнди Мур — Рапунцель[12][13]
  - Делани Роуз Стейн — Рапунцель в детстве / Маленькая девочка[14]
- Закари Ливай — Флинн Райдер[12][13]
- Донна Мёрфи — Матушка Готель[15]
- Брэд Гарретт — Крюк[14]
- Рон Перлман — Братья Граббингстон[14]
- Джеффри Тэмбор — Лавлорн[14]
- Ричард Кил — Владимир[14]
- Майк Коннор Гейни — Капитан Гвардии[14]
- Пол Ф. Томпкинс — Коротышка[14]

Неговорящими персонажами являются питомец Рапунцель хамелеон Паскаль и Максимус, конь капитана гвардии. Другими неговорящими персонажами являются родители Рапунцель (король и королева Короны), другой брат Граббингстон и Ульф.

## Производство

### Происхождение и концепция
Сам Уолт Дисней впервые попытался экранизировать сказку братьев Гримм «Рапунцель» в полнометражный мультфильм в 1930-х и 1940-х годах, но его усилия так и не были полностью реализованы, потому что оригинальная сказка считалась слишком «маленькой». Концепция мультфильма, основанного на сказке братьев Гримм «Рапунцель», возникла от аниматора Disney Глена Кина в 1996 году. В 2001 году Кин предложил идею тогдашнему главному исполнительному директору Disney Майклу Айснеру, который одобрил её, но попросил, чтобы фильм был снят на компьютере. Тем не менее, Кин колебался, так как чувствовал, что компьютерная анимация не такая подвижная или органическая, как рисованная. В октябре 2003 года мультфильм был анонсирован под названием «Косичка Рапунцель» (англ. Rapunzel Unbraided) как компьютерный мультфильм, премьера которого была запланирована на 2007 год, который Кин описал как «версию фильма, похожую на „Шрека”». По словам Эда Катмулла, сам Айснер предложил использовать современный Сан-Франциско в качестве первоначального места действия фильма. Сюжет изначально был сосредоточен на двух подростках, Клэр и Винсе, которые живут в Сан-Франциско и переносятся в сказочный мир, где переходят в тела Рапунцель и её принца Бо. Сам Рапунцель и Бо превращаются в белку и пса. В июле 2004 года Риз Уизерспун и Кристин Ченовет вели переговоры о ролях, причём последняя должна была озвучить Рапунцель. В октябре 2005 года Дэн Фоглер должен был получить роль.
Размышляя, Кин сказал об оригинальном сюжете: «Это была весёлая, замечательная, остроумная версия, и у нас была пара великих писателей. Но в глубине души я верил, что есть что-то гораздо более искреннее, чтобы выбраться из истории, поэтому мы отложили это в сторону и вернулись к корням оригинальной сказки». В ноябре 2005 года дата выхода была перенесена на лето 2009 года, чтобы дать Кину «больше времени для работы над сюжетом». В январе 2006 года фильм был отменён примерно за неделю до того, как Катмулл и Джон Лассетер были назначены ответственным за студию, и одним из их первых решений было перезапустить проект и попросить Кина продолжить работу над фильмом. Первоначально в апреле 2007 года было объявлено, что режиссёром фильма совместно с Кином будет номинированный на премию «Энни» аниматор и художник по сюжету Дин Уэллинс.
9 октября 2008 года сообщалось, что Кин и Уэллинс ушли с постов режиссёров из-за других обязательств и были заменены командой Байрона Ховарда и Нэйтана Грено, режиссёра и режиссёра раскадровки, соответственно, мультфильма «Вольт». Кин остался исполнительным продюсером и руководителем анимации, в то время как Уэллинс перешёл к разработке других короткометражных и полнометражных фильмов. После выхода фильма Кин рассказал, что он «отступил» от роли режиссёра из-за сердечного приступа в 2008 году.

### Кастинг
Режиссёры прослушивали сотни молодых актрис, чтобы найти голос Рапунцель, среди них были Идина Мензел и Кристен Белл, но обе были отвергнуты за то, что их голос звучал неправильно.
10 сентября 2009 года было объявлено, что актриса и певица и автор песен Мэнди Мур, которая ранее работала с Disney над мультфильмом «Братец медвежонок 2» Disneytoon Studios, была выбрана на роль Рапунцель, а актёр Закари Ливай озвучил Флинна Райдера. На роль Флинна студия санкционировала искала британских актёров для прослушивания на эту роль, так как Райдер должен был быть британцем. Американец, Закари Ливай, выдавал себя за британское нормативное произношение на прослушивании, что заставило продюсеров выбрать его использование своего естественного американского акцента. Мэнди Мур подошла к проекту через прослушивание, когда услышала, что снимается фильм об истории «Рапунцель». Позже Мур сказала, что мечтала стать диснеевской принцессой с детства, и сказала, что с ролью Рапунцель она осуществила свою «окончальную детскую мечту». Она описала себя как «девчачую поклонницу» диснеевских мультфильмов, таких как «Русалочка», «Красавица и Чудовище», «Аладдин» и «Король Лев», и что для неё было честью быть частью этого «наследия» — линии таких икон Disney. Поскольку фильм должен был стать мюзиклом, необходимо было, чтобы все участники прослушивания прочитали несколько сцен и исполнили песню по своему выбору, чтобы убедиться, что актёры озвучивания могли как играть, так и петь. Для этой певческой секции Мур выбрала «Help Me» Джони Митчелл, песню, которую она сама исполнила на своём четвёртом студийном альбоме Coverage. Мур рассказала, что ей пришлось посетить несколько прослушиваний, и описала этот опыт как «довольно весёлый», но не возлагала большой надежды на получение роли, потому что считала, что за эту роль будет большая конкуренция; она просто выступила лучше всех без какого-либо беспокойства. Когда ей перезвонили из компании Disney и сказали, что она получила роль, Мур описала себя как «над луной»: «В то время я работала в Нью-Йорке. Я была с друзьями и моим мужем, и я закричала, как только узнала новость».
Сообщается, что производство фильма обошлось более чем в 260 миллионов долларов.

### Сценарий и создание персонажа
Когда её спросили о персонаже Рапунцель, Мэнди Мур сказала, что Рапунцель была близким персонажем и назвала ее «Ренессансной, богемной» женщиной, а не типичной диснеевской принцессой: Мур сказала: «[Рапунцель] не знает, что она принцесса [до конца фильма]. Она просто действительно мотивирована, чтобы узнать, что ещё есть за пределами этой сумасшедшей башни, в которой она жила 18 лет», и что «она очень независима, она может заботиться о себе, и она определённо придумала действительно развлекательные способы занять себя». Мур также заявила, что она сама оказала мало влияния на Рапунцель: «Персонаж был разработан задолго до того, как я имела к нему какое-либо отношение».
По словам Грено, одной из самых сложных проблем во время развития сюжета фильма было то, как вытащить Рапунцель из башни, не заканчивая фильм сразу, в том что она тем самым сбежала от матушки Готель и не имела никаких других конкретных целей. Однажды на встрече аниматор Джон Рипа выдвинул идею, которая оказалась решением, которое они искали: таинственные летающие фонарики.

### Запись
В мультфильме, как и в большинстве мультфильмов, все актёры озвучивания должны были записывать свои диалоги отдельно друг от друга, чтобы избежать слияния друг от друга. Мэнди Мур позже вспомнила, что во время записи она никогда не встречалась с Донной Мёрфи и встретила Закари Ливая только один раз, когда они записали «I See the Light». Мур думала, что это «хорошее упражнение для использования вашего воображения». При записи экшен-сцен актёрам озвучивания приходилось немного бегать на месте, чтобы их голоса звучали реалистично. Для песен, Мур и Ливай делали записи на звуковой сцене с оркестром из 65 человек под руководством композитора Алана Менкена. Они несколько раз пели вживую с оркестром, чтобы помочь всем «получить атмосферу» и почувствовать музыку и пение, а затем их попросили пойти в изолированные кабинки, чтобы записать настоящие композиции. Чтобы помочь аниматорам в анимации персонажей, режиссёры вели интервью с актёрами озвучивания и снимали их мимику на протяжении всех сессий записи. Мультфильмы Disney обычно анимируются для синхронизации с записанными диалогами, а не просят вокальных талантов синхронизировать их доставку с анимацией после её визуализации. Таким образом, Мур чувствовала, что процесс записи был сложным, потому что в то время у неё не было анимации, на которую можно было бы посмотреть, за исключением нескольких эскизов.
Из-за конфликтов в расписании с другими проектами (Муру пришлось ездить в разные места, такие как Лондон или Нью-Йорк, а Леви мог записывать только по выходным по пяти часам раз в шесть недель), они не записывали диалоги в том же порядке, что и в финальном фильме. "[Когда я вошел], может быть, эта последовательность или сцена уже была записана Мэнди (Мур), может быть, нет. В конечном итоге мы бы сделали одну и ту же сцену пять раз, в зависимости от того, - сказал Леви. После просмотра готового фильма Мур была разочарована, потому что чувствовала, что ее голос звучал «пронзительно», в то время как Леви думал, что его выступление звучало «невероятно назально».

### Анимация

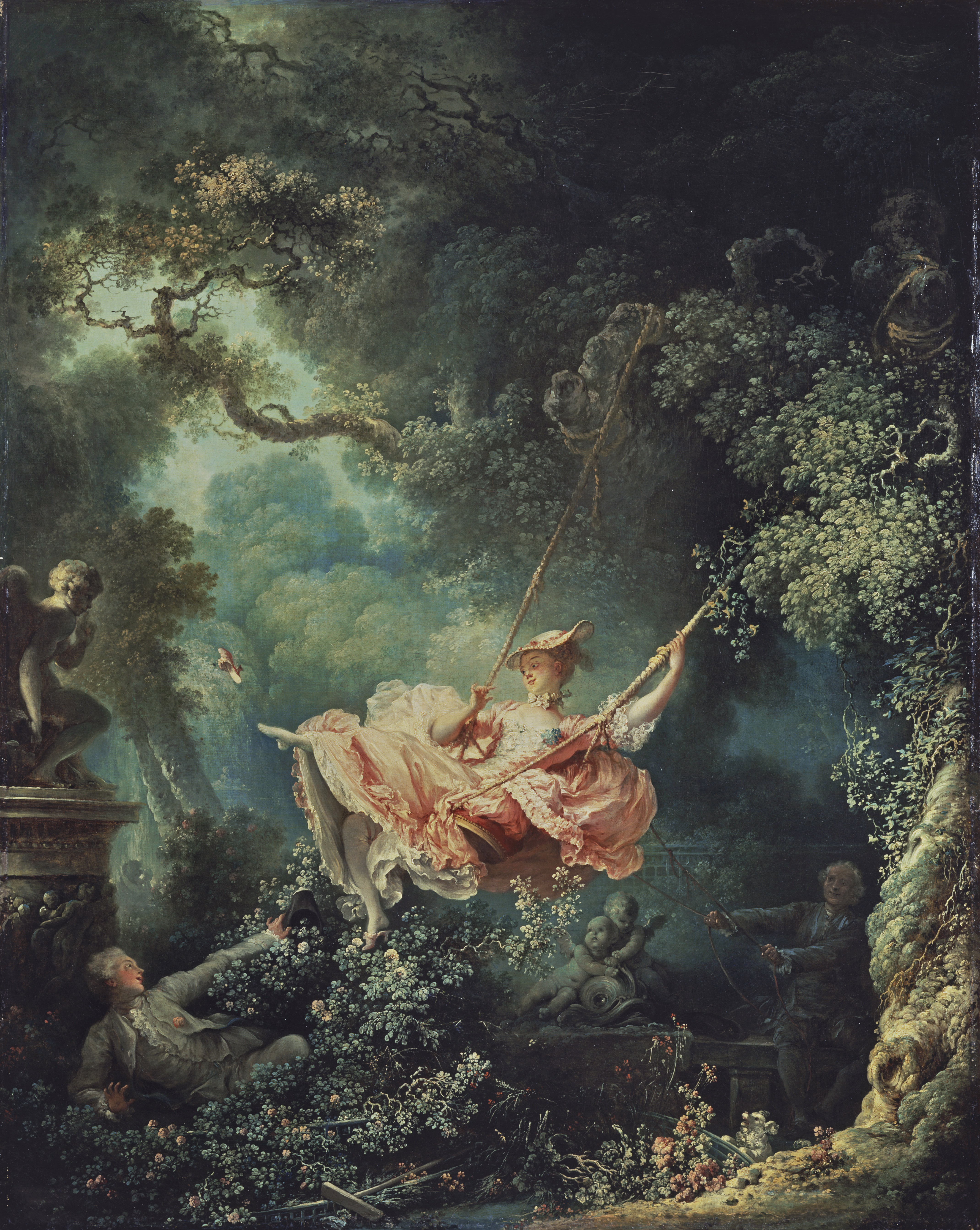
Картина Жана-Оноре Фрагонара «Качели».

Мультфильм был снят с использованием компьютерных изображений, хотя был смоделирован по традиционному виду картин маслом на холсте. Картины в стиле рококо французского художника Жана-Эноре Фрагонара, в частности «Качели», использовались в качестве отсылок на художественный стиль фильма, описанный Кином как «романтический и пышный». Чтобы создать впечатление картины, был использован нефотореалистичный рендеринг.

Концепция рендеринга Рапунцель от Лизы Кин, демонстрирующая «сочные золотые волосы», которые хотел Кин.

Глен Кин изначально хотел, чтобы мультфильм был создан с использованием 2D-анимации. Тем не менее, руководители Disney Дэвид Стейнтон и Дик Кук объявили, что они одобрят мультфильм для производства только в том случае, если он будет создан с использованием компьютерной 3D-графики. В ответ на это требование Глен Кин провёл семинар под названием «Лучшее из обоих миров», где он вместе с 50 художниками Disney CGI и художниками рисованной анимации сосредоточился на плюсах и минусах каждого стиля. После встречи было решено, что фильм будет снят в CGI-3D-анимации, но таким образом, чтобы стать продолжением традиционной 2D-«эстетики» Disney, термин, который относится к натуралистической анимации, которая соответствует фундаментальным принципам анимации, задокументированным Фрэнком Томасом и Олли Джонстоном в книге The Illusion of Life: Disney Animation.
Из-за ограничений в компьютерных технологиях, особенно в отношении попыток запечатлеть сложность человеческой формы, многие основные принципы анимации, используемые в рисованных мультфильмах, отсутствовали в более ранних CGI-фильмах; но технологические достижения облегчили их смешение, сочетая сильные стороны каждого стиля. Кин неоднократно заявлял, что он пытался заставить компьютер «согнуть колено перед художником» вместо того, чтобы заставить компьютер диктовать художественный стиль и внешний вид фильма. Заставляя компьютер стать таким же «податливым, как карандаш», видение Кина «трёхмерного рисунка» казалось доступным, при этом художник контролировал технологию. Многих из техник и инструментов, которые требовались для придания фильму качества, которого требовал Кин, не существовало при запуске проекта, и Walt Disney Animation Studios пришлось создавать их самостоятельно. Кин сказал: «Нет фотореалистичных волос. Я хочу сочные волосы, и мы изобретаем новые способы сделать это. Я хочу привнести тепло и интуитивное ощущение ручной работы в CGI».
Одной из главных целей аниматоров было создание движения, которое имитировало мягкую текучесть рисования от руки, найденного в старых мультфильмах Disney. Кин приписывал 3D-аниматору Disney Кайлу Стравицу помощь в сочетании CGI с традиционным стилем, нарисованным от руки. «Он взял дом у «Белоснежки», построил его и покрасил так, чтобы он выглядел как плоская картина, которая внезапно начала двигаться, и она имела размер и сохраняла все мягкие, круглые изгибы мазков акварельной кисти. Кайл помог нам получить взгляд Фрагонара на эту девушку на качелях… Мы используем подповерхностное рассеивание и глобальное освещение, а также все новейшие методы, чтобы убедить человеческих персонажей и богатую среду».
Вместо того, чтобы сосредоточиться на реализме, команда 3D-аниматоров использовала эстетический подход. Роберт Ньюман, руководитель стереоскопии фильма, сказал: «Мы используем глубину более художественно, чем когда-либо прежде, и нас не так волнует буквальная транскрипция глубины между камерой и проектором, как ее интерпретация». Для этого они использовали новую технику, называемую мультитакелизацией, которая состоит из нескольких пар виртуальных камер. Каждая пара используется индивидуально на каждом отдельном элементе, который добавляет глубину сцене, такой как фон, передний план и персонажи, без корректировки отношения с другими парами. Когда они были сжаты вместе позже в производстве, результатом было бы что-то визуально невозможное в реальном мире, но что создало привлекательный вид фильма.
Как аналог привлекательного и милого дизайна Рапунцель, режиссёры хотели сделать Флинна Райдера «самым красивым, самым привлекательным мужчиной, который когда-либо был у Disney». Они провели большое «Собрание горячих мужчин», где собрали около 30 женщин из студии и спросили их, что они считают привлекательным в мужчине. Они принесли сотни изображений своих любимых актёров-мужчин и знаменитостей, которые были разорваны и собраны снова. После долгих размышлений его взгляд в конечном итоге был сужен до одного концептуального рисунка.

#### Технология создания
Существующие технологии продолжали представлять трудности: в частности, анимация волос оказалась сложной задачей. Старший инженер-программист Келли Уорд потратила шесть лет на написание программ, чтобы заставить их двигаться так, как они хотели. Ещё в январе 2010 года режиссёры всё ещё не были уверены, сработает ли длина волос персонажа Рапунцель. Эти проблемы были окончательно решены в марте: была использована улучшенная версия программы моделирования волос под названием Dynamic Wires, первоначально разработанная для «Вольта». Чтобы заставить волосы вероятно плавать в воде и преодолевать другие подобные задачи, для получения желаемых эффектов была использована дискретная дифференциальная геометрия, освобождая аниматоров от непосредственного выполнения этих конкретных задач, что заняло бы дни вместо минут.

#### Споры по поводу смены названия

Официальный логотип Rapunzel до того, как название было изменено на Tangled

Когда мультфильм был впервые запущен в производство, он получил название «Косичка Рапунцель» (англ. Rapunzel Unbraided), которое позже было изменено на «Рапунцель» (англ. Rapunzel). Предыдущий мультфильм Disney «Принцесса и лягушка», который был хорошо принят различными критиками и заработал почти 270 миллионов долларов по всему миру, был не таким успешным, как надеялась Disney, и Катмулл позже признал в письменной форме, что вера Disney Animation в то, что отличное качество «Принцессы и лягушки» привлечёт всех зрителей, несмотря на слово «принцесса» в названии, было их версией «глупой таблетки». Чтобы продать новый фильм как полам, так и дополнительным возрастным группам, Disney изменила название с «Рапунцель» на Tangled, а также подчеркнула Флинна Райдера, выдающегося мужского персонажа фильма, показывая, что его история так же важна, как и история Рапунцель. Disney подверглась критике за изменение названия в качестве маркетинговой стратегии. Флойд Норман, бывший аниматор и художник сюжета Disney и Pixar, сказал: «Идея изменить название такой классики, как „Рапунцель”, на Tangled, просто глупа. Я убеждён, что они ничего не выиграют от этого, кроме того, что публика увидит, что Disney отчаянно пытается найти аудиторию».
Джастин Чанг из Variety сравнил это с изменением названия «Русалочка» на Beached. Написав для блога San Francisco Chronicle, Марго Магоуан обвинила Disney в сексизме, написав:
Можете ли вы представить, если бы Disney… поменяла название фильма, чтобы не рисковать выделить звезду-мужчину? Ужасно, что такая радикальная гендерная дискриминация существует для наших самых маленьких людей — маленьких детей, которые приходят в этот мир с огромным воображением и стремлениями, большими мечтами, которые раздавляются кучей парней-миллиардеров, которые управляют массовыми развлекательными франшизами.
24 ноября 2010 года, в день выхода фильма, Нэйтан Грено и Байрон Ховард оспорили сообщения о том, что изменение названия было маркетинговым решением. Они сказали, что изменили название с «Рапунцель» на Tangled, потому что Рапунцель не единственная главная героиня в фильме. Они продолжили говорить, что нельзя называть «Историю игрушек» «Баззом Лайтером», и им действительно нужно было название, которое представляло бы фильм, и что в главных ролях дуэт Рапунцель и Флинна Райдера.
В марте 2014 года исполнительный продюсер Джон Лассетер объяснил, что Disney изменила название, чтобы улучшить привлекательность фильм для четырёх квадрантов: «Было мнение зрителей, что эти фильмы были только для маленьких девочек, но когда мальчики, мужчины, что бы они ни видели, они им нравятся. Итак, на «Рапунцель»... мы изменили название и назвали его Tangled. Мы занимались маркетингом, который заставил людей, которые обычно не появлялись, сказать: „Эй, это выглядит довольно хорошо”.

## Саундтрек
Музыка к мультфильму и песням была написана 8-кратным лауреатом премии «Оскар» композитором Аланом Менкеном, а слова песен — Гленном Слейтером. Алан Менкен заявил, что для создания новых песен он смешал средневековую музыку с фолк-роком 1960-х годов.

## Показ

### В кинотеатрах
Премьера мультфильма состоялась 17 ноября в Париже, эксклюзивно в театре Grand Rex за две недели до его французского широкого проката. С более чем 3800 билетами, проданными в день выхода, он установил новый рекорд по показу фильмов в одном кинотеатре. В рамках 100-летия Disney фильм был перевыпущен 21 октября 2023 года в театрах Helios по всей Польше.

### Релиз на видео
Мультфильм был выпущен 29 марта 2011 года компанией Walt Disney Studios Home Entertainment в виде комбинированного издания из четырёх дисков. Комбинированное издание включает в себя Blu-ray 3D, стандартный Blu-ray, DVD и цифровую копию. Также доступны комбинированное издание из двух дисков Blu-ray/DVD и один DVD. Дополнительными материалами для Blu-ray являются удалённые сцены, две альтернативные вступительные сцены, две расширенные песни и взгляд изнутри на то, как создавался мультфильм. DVD включает в себя только два вступления Original Storybook и «50 анимационных картин».
Продажи фильма в США и Канаде превысили 95 миллионов долларов в виде продаж DVD и Blu-ray, установив рекорд самого кассового DVD 2011 года; продажи домашнего видео превысили доходы фильма в первую неделю в кинотеатрах. Было продано рекордные 2 970 052 единиц (эквивалент 44 521 079 долларам) за первую неделю в Северной Америке, самое большое открытие DVD 2011 года. Он доминировал в течение двух недель в чарте продаж DVD, по состоянию на 18 июля 2012 года было продано 6 657 331 копий (102 154 692 долларов). К 29 мая 2011 года было продано 2 518 522 копий Blu-ray (59 220 275 долларов). По состоянию на 20 января 2016 года фильм заработал в общей сложности 215 миллионов долларов от продаж домашнего видео в США и Канаде (155 миллионов долларов от продаж DVD и 60 миллионов долларов от продаж Blu-ray). 5 ноября 2019 года фильм был выпущен на Ultra HD Blu-ray.

## Игры
23 ноября 2010 года на компьютере и платформах Nintendo Wii и DS вышла игра «Tangled: The Video Game» на основе данного мультфильма.
Особенности игры:
- До двух игроков в режимах соревнования или совместного прохождения.
- Возможность играть за обоих героев, используя силу волос Рапунцель и мощь Флина Райдера, сражаясь на мечах.
- Два режима игры: сюжетный, где можно собирать предметы, играть в мини-игры, собирать пазлы и просматривать журнал событий и творческий, основанный на рисовании.

Русскоязычный сайт фильма также предлагает несколько мини игр:
- «Где Паскаль?» — игра, где требуется найти лучшего друга Рапунцель — хамелеона Паскаля на кадре из фильма.
- «Учебная стрельба» — игра, где нужно выстрелить в цель и набрать очки.
- «Рапунцель: Запутанная история» — игра, где нужно помочь уйти от преследования главному герою — Флину Райдеру.

### Игрушки и другие товары
Как и другие последние мультфильмы Disney, «Рапунцель: Запутанная история» поддерживается в розничных магазинах линией игрушек и других товаров. Многие куклы, сделанные по образу Рапунцель, подчёркивают длину её волос, а некоторые даже воспроизводят песни из фильма. Игрушки, сделанные по образу других персонажей, также были выпущены на продажу. К ним относится Флин Райдер, хамелеон Паскаль и конь Максимус.

## Реакция

### Кассовые сборы
Мультфильм заработал в первые выходные 86,1 миллиона долларов и однажды достиг вершины мирового проката, в одиннадцатый уик-энд (4-6 февраля 2011 года), с 24,9 миллиона долларов. Фильм заработал 200,8 миллиона долларов в Северной Америке и 391,6 миллиона долларов в других странах, на общую сумму 592,5 миллиона долларов, что делает его третьим кассовым мультфильмом 2010 года после мультфильмов «Шрек навсегда» и «История игрушек: Большой побег» и восьмым кассовым фильмом 2010 года. Это был третий диснеевский фильм, появившийся в списке «топ-10» фильмов 2010 года. По состоянию на 2017 год это был шестой кассовый мультфильм в мире компании Walt Disney Animation Studios, после «Холодного сердца», «Зверополиса», «Короля Льва», «Города героев» и «Моаны».
Мультфильм заработал 11,9 миллиона долларов в день выхода, побив рекорд по крупнейшему открытию в среду перед Днём благодарения, ранее принадлежавший «Истории игрушек 2». В первые выходные он заработал 48,8 миллиона долларов (самое высокое открытие для Walt Disney Animation Studios, превзойдя «Короля Льва» (40,9 миллиона долларов), пока его не превзошли «Ральф» (49 миллионов долларов) и «Холодное сердце» (67,4 миллиона долларов)), заняв второе место за период после фильма «Гарри Поттер и Дары Смерти. Часть 1». Мультфильм был шестым по величине в начале первого уик-энда для фильма, который не дебютировал на первом месте. За традиционный период празднования Дня благодарения со среды по воскресенье его сборы составили 68,7 миллиона долларов, снова заняв второе место. Мультфильм также ознаменовал второе по величине 3-дневное и 5-дневное открытие Дня благодарения после «Истории игрушек 2». Во время второго уик-энда (после Дня благодарения) сборы упали на 56% до 21,6 миллиона долларов, хотя и подскочили на первое место в прокате. С окончательными сборами в 200,8 миллиона долларов, это десятый кассовый фильм 2010 года и десятый фильм 2010 года, преодолевший отметку в 200 миллионов долларов; это был четвертый медленный фильм, преодолевший эту отметку. Без учёта инфляции, это девятый кассовый мультфильм Walt Disney Animation Studios, после «Короля Льва» (422,8 миллиона долларов), «Холодного сердца» (400,7 миллионов долларов), «Зверополиса» (341,3 миллиона долларов), «Моаны» (248,7 миллионов долларов), «Красавицы и Чудовища» (219 миллионов долларов), «Аладдина» и мультфильма «Ральф против интернета» (201,1 миллионов долларов).
В первые выходные он заработал 17,4 миллиона долларов на восьми территориях и занял второе место в выходные после фильма «Гарри Поттер и Дары Смерти. Часть 1» (117,3 миллиона долларов). Он трижды достиг первого места в прокате выходных за пределами Северной Америки. Он стал седьмым кассовым фильмом 2010 года и третьим кассовым анимационным фильмом 2010 года. В России и СНГ он установил рекорд открытия в выходные среди непродоленных анимационных фильмов (результат был превзойдён Рио) и среди мультфильмов Walt Disney Animation Studios (результат был превзойдён «Холодным сердцем»). Его самыми кассовыми рынками за пределами Северной Америки была Германия (44,2 миллиона долларов), где это самый кассовый анимационный фильм 2010 года, за которым следуют Франция и регион Магриба (39,4 миллиона долларов) и Великобритания, Ирландия и Мальта (32,9 миллиона долларов).

### Критика
Данный фильм получил в большинстве своём положительные отзывы. Сайт Rotten Tomatoes сообщает, что из 131 критика 89 % дали фильму высокую оценку (в среднем 7,6/10). Среди топовых критиков Rotten Tomatoes, которые состоят из популярных и известных критиков топовых газет, веб-сайтов, телевидения и радиопередач, мультфильм имеет рейтинг в 93 % свежести (28 отзывов, из которых только 2 отрицательных). Общее мнение сайта гласит о том, что мультфильм, хотя и далёк от звания «Величайший фильм студии Дисней», великолепен с визуальной точки зрения, совершенно точно являясь интересным пополнением к классике анимации студии. Сайт Metacritic, который также занимается сбором обзоров и определяет среднюю арифметическую оценку по 100-балльной шкале, присудил картине 72 балла на основе 33-х обзоров.
Энтони Скотт из The New York Times положительно оценил облик и дух мультфильма, назвав его модернизированным, обновлённым, но, тем не менее, искренне и очевидно сохраняющим традиции старой школы Диснея. Кинокритик издания Time Ричард Корлисс отметил, что фильм «с трудом пробирается к стилю DreamWorks с его ситкомовскими гэгами и анахронической дерзостью», хваля его за то, что он «объединил в себе рыцарский роман, комедию, приключения и любовь, а ведь именно это выгодно отличает Дисней от других студий». Кеннет Тюран из The Los Angeles Times наградил фильм четырьмя звёздами из пяти; он описал его как «великолепно нарисованный компьютерный мультфильм с богатыми пейзажами и героями, которые раскрываются нам более полно, нежели раньше, и выглядят почти как живые». Онлайн-критик Джеймс Берардинелли сказал, что фильм является «интересным и приятным, но не инновационным». Кроме того, Берардинелли заявил, что Рапунцель «не столь незабываема как Белоснежка, Ариэль или Белль», заметив также, что «музыка непритягательна и быстро забывается».
Тод Маккарти, обозреватель The Hollywood Reporter начинает свою рецензию словами: «Было бы хорошо, если юбилейный мультфильм студии Дисней стал лучшим, но мир должен суметь обойтись отчасти занимательной мешаниной старых и новых методов мультипликации, чувственностью и, предположительно, большими коммерческими успехами». Питера Трэверса из Rolling Stone очень развеселили конь Максимус и хамелеон Паскаль. Большинство критиков расхвалили анимацию мультфильма, особенно сцену с фонарями («Я вижу свет»), которую некоторые рецензенты сравнивают со сценой в танцевальном зале из «Красавицы и Чудовища». А известный режиссёр Квентин Тарантино включил «Рапунцель» в свою двадцатку лучших фильмов 2010 года.
Алла Иванова из «РБК daily» отмечает, что «диснеевская 3D-адаптация сказки братьев Гримм существенно веселее первоисточника. И к тому же продвигает нехитрую мысль о том, что не стоит ждать волшебства. Человек сам куёт своё счастье». Светлане Писцовой, обозревателю портала «Афиша@mail.ru», особенно понравились второстепенные герои: «Как раз хамелеон-гипнотизёр на пару с ретивым конём-ищейкой Максимусом — а вовсе не бесконечные золотые волосы — стали главным украшением и движущей силой этой подзабытой истории». Георгий Берлинский в онлайн-издании «Кинокадр» радуется, что Дисней начал двигаться в обратном направлении: «Новый проект Лассетера — это очередной шаг назад, но в хорошем смысле. Ещё одно изящное па в ностальгическом танце на скелетах собственной классики, начатом „Зачарованной“ и продолженном „Принцессой и лягушкой“».
Евгений Нефёдов на сайте «World Art» не утверждает, что «Рапунцель: Запутанная история» разочаровала, но восторженные оценки ленты кажутся ему завышенными: «Рапунцель, ловко использующая уникальную (и прорисованную, заметим, с незаурядной скрупулёзностью) причёску, легко пополняет богатую галерею принцесс, которые обязательно, невзирая на все каверзы судьбы и происки злых мачех, добьются исполнения заветных желаний и выйдут замуж за избранника». Александр Дудик назвал фильм «Глазиатором» («Дисней просто не может обойтись без пачки больших, красивых, рисованных глаз»), отмечая, что в мультфильме есть «трёхстраничная история, злющее зло и бескомпромиссное геройское добро»: «И пусть всё это немного наивно. На зато точно в цель». Пётр Фаворов на страницах «Афиши» отозвался о фильме так: «Классический „Дисней“, только трёхмерный и сделанный на компьютере». Полина Рыжова с портала «Film.ru» считает, что «„Рапунцель“ отчаянно мимикрирует под продукцию Dreamworks: принц тут находится в угрозыске, принцесса — крутит лассо и только конь почему-то молчит».
Дарья Горячева на страницах «Газеты» отмечает «анекдотическую тщательность, с которой студия Disney подошла к своему юбилейному мультфильму». По словам Виты Рамм из «Известий», мультфильм получился весёлым и ясным. А Лидия Маслова в газете «Коммерсантъ» сомневается в необходимости 3D-формата. Виталий Нуриев, в свою очередь, в своём обзоре для «Независимой газеты», оценивает сказочных животных: «Забавные зверьки есть и в „Рапунцель“, они даже принимают на себя значительную драматургическую нагрузку, нередко отвечая за ритм фильма и за его особо юморные моменты». Оксана Нараленкова из «Российской газеты» резюмирует: «Рапунцель — персонаж запоминающийся, по-пацански озорная и по-девичьи хрупкая, „Барби с характером“, которая, безусловно, покорит всех девчонок от пяти до пятнадцати. Флин напоминает Робин Гуда с внешностью Кена и вместе они — идеальная пара».

## Продолжение
В 2012 году вышло короткометражное продолжение мультфильма под названием «Рапунцель: Счастлива навсегда» (англ. Tangled Ever After), которое было впервые показано 13 января, перед демонстрацией 3D-версии мультфильма «Красавица и Чудовище».
С марта 2017 года по май 2020 года на канале Дисней выходил сериал Рапунцель: Новая история в рисованном формате 2D.

## Ремейк
13 августа 2023 года Walt Disney Pictures объявила в разработке находится ремейк мультфильма. На роль главной героини рассматривается Флоренс Пью, а Захари Ливай объявил, что будет рад вернуться к своей роли Флинна Райдера в ремейке.
Позже в том же время, стало известно, Бэз Лурманн рассматривается студией в качестве кандидата режиссёра фильма.
В 2024 году стало известно, что Майкл Грейси возглавит съёмки игрового ремейка «Рапунцель», а черновик сценария будет написан Дженнифер Кейтин Робинсон, известной по работе над фильмом «Тор: Любовь и гром».